# Friedrich Ringshausen

Friedrich Ringshausen

Friedrich Ringshausen (* 28. Juni 1880 in Nidda; † 17. Februar 1941 in Darmstadt) war ein Gauleiter der NSDAP.

## Leben
Nach Besuch des Lehrerseminars in Friedberg von 1896 bis 1899 war er im hessischen Schuldienst tätig. 1909 war er Lehrer in Offenbach. 1919 wurde er Mitglied im Deutschvölkischen Schutz- und Trutzbund.
1923 trat er in die NSDAP ein und schloss sich der Partei erneut zum 3. Juli 1925 nach der Aufhebung des Parteiverbots an (Mitgliedsnummer 8.993). Am 1. März 1927 wurde er zum Gauleiter des neuen Gaues Hessen (Oberhessen, Rheinhessen und Starkenburg) ernannt. Am 9. Januar 1931 wurde er von dieser Tätigkeit beurlaubt.
Von 1930 bis zu seinem Tod 1941 war er Reichstagsabgeordneter für den Wahlkreis 33 (Hessen-Darmstadt).
1931/32 war er Reichsredner der NSDAP. 1933 wurde zum Ministerialrat ernannt. Von 1933 bis 1941 amtierte er als Leiter der Ministerialabteilung II (Bildungswesen, Kultus, Kunst und Volkstum) im Hessischen Staatsministerium. Daneben war er Gauführer des Deutschen Sängerbundes in Hessen-Darmstadt. In der SA wurde er 1938 zum Standartenführer befördert.
Gesicherte Erkenntnisse über die Umstände seines Todes liegen nicht vor.
Sein Sohn Paul Ringshausen war Landrat im Dillkreis und Angehöriger der Geheimen Staatspolizei.